# Dentivalva
Dentivalva là một chi bướm đêm thuộc họ Gelechiidae.